# Héctor Demarco
Héctor Demarco, talora registrato come Ettore De Marco (Montevideo, 31 maggio 1936 – Montevideo, 21 giugno 2010), è stato un calciatore uruguaiano, di ruolo centrocampista.

## Caratteristiche tecniche
Interno di centrocampo dinamico, dotato di discrete doti di impostazione e votato al combattimento.

## Carriera

Demarco (accosciato, secondo da sinistra) nel Bologna del 1960-1961

Di origini italiane, proveniente dalla formazione uruguaiana del Defensor e già nazionale con 13 presenze e tre reti all'attivo, venne acquistato nel 1959 dal Bologna. Coi rossoblu emiliani disputa le prime due stagioni da titolare, mentre nelle tre stagioni successive scende in campo complessivamebnte solo in nove incontri di campionato, anche per le limitazioni all'utilizzo degli stranieri in campionato stabilite dalla FIGC.
Nelle stagione 1963-1964, che vede i felsinei vincere il loro settimo e finora ultimo scudetto, Demarco disputa tre partite in campionato e contribuisce con la rete che determina il successo esterno sulla Lazio del 2 gennaio 1964. Con la maglia del Bologna anche 7 presenze e tre reti in Coppa Italia e 18 presenze e 10 reti in Mitropa Cup, che vinse nel 1961 segnando nella gara di ritorno del 4 aprile 1962 a Bologna il primo gol, al 21', nella vittoria per 3–0 contro lo Slovan Nitra che diede alla squadra la vittoria finale nel trofeo.
Nell'estate 1964, dopo la vittoria dello scudetto, Demarco si trasferisce al L.R. Vicenza, con cui disputa altri quattro campionati di massima serie, la prima da rincalzo, le tre successive da titolari. In carriera ha totalizzato complessivamente 156 presenze e 22 reti in Serie A.

## Palmarès
- Campionato italiano: 1 
Bologna: 1963-1964
- Coppa Mitropa: 1 
Bologna: 1961
- Campeonato Sudamericano de Football: 1 
Uruguay 1956